# Ahmed al-Mirghani
(Al-sayyid) Ahmad Ali Al-Mirghani (em árabe: أحمد الميرغني; 16 de agosto de 1941, Cartum do Norte - 2 de novembro de 2008) foi o presidente do Sudão de 6 de maio de 1986 a 30 de junho de 1989, quando o governo democraticamente eleito foi derrubado por um golpe militar liderado pelo Presidente de 1989 a 2019 Omar al-Bashir.

## Presidência
Al-Mirghani foi o herdeiro da venerada família Mirghani do Sudão e tataraneto de Al Sayyid Mohammed Uthman al-Mirghani al-Khatim. Graduou-se com um grau de primeira classe na Universidade de Londres e retornou ao Sudão. Progrediu através de uma carreira profissional até as eleições de 1986, quando foi eleito como presidente do país. Ele desempenhou um papel importante em convencer o rei Faisal da Arábia Saudita de viajar e conhecer o presidente Gamal Abdel Nasser do Egito, no Sudão, durante a célebre cúpula de Cartum de 1967.
Al-Mirghani foi eleito presidente do Sudão, em 1986, durante últimas eleições democráticas do país. Ele foi destituído em 1989 em um golpe de Estado dirigido pelo atual presidente Omar al-Bashir.

## Anos posteriores e morte
Após o golpe Al-Mirghani viveu em Alexandria, no Egito. Retornou para o Sudão pouco antes de sua morte e pressionou para a paz a respeito da Conflito em Darfur. Trabalhou ativamente no arquivo Darfur e foi escolhido como o chefe do Círculo Darfur no Partido Democrático Unionista. Sua última viagem ao exterior foi para a Líbia, onde realizou uma série de reuniões com os grupos rebeldes e os líderes líbios em relação às soluções para o problema do Sudão ocidental.
Al-Mirghani morreu no Egito em 2 de novembro de 2008, com 67 anos de idade. Vários políticos sudaneses, incluindo o presidente viajaram para a base de Mirghani em Cartum para lamentar sua morte. Seu corpo foi levado para Cartum em 5 de novembro, e seu funeral foi realizado lá no mesmo dia. O cortejo fúnebre percorreu para o aeroporto no sul da capital Cartum pelas ruas da cidade, ao norte da capital, onde foi enterrado.